# Bulbophyllum barbatum
Bulbophyllum barbatum là một loài phong lan thuộc chi Bulbophyllum.